# Deptford
Deptford è una località di Londra, all'interno del Borgo londinese di Lewisham e in minor parte del Borgo londinese di Greenwich, sulla sponda sud del Tamigi, nella parte sud-orientale della città. 
Dalla metà del XVI secolo alla fine del XIX secolo ospitò il Deptford Dockyard, il primo dei Royal Dockyards. In questo importante cantiere navale venne a studiare le tecniche cantieristiche Pietro il Grande. Deptford e i suoi cantieri sono legati alla nomina a cavaliere di Sir Francis Drake da parte della regina Elisabetta I a bordo della Golden Hind, alla leggenda di Sir Walter Raleigh che depone il mantello per Elisabetta, al terzo viaggio del capitano James Cook a bordo della HMS Resolution e al misterioso assassinio del drammaturgo Christopher Marlowe in una casa di Deptford Strand.

## Geografia
Deptford confina con le aree di Brockley e Lewisham a sud, New Cross a ovest e Rotherhithe a nord-ovest; il fiume Ravensbourne la divide da Greenwich a est. Sulla sponda opposta del Tamigi si staglia l'Isle of Dogs. L'area denominata North Deptford, compresa tra Rotherhithe e Greenwich, è l'unica parte del distretto londinese di Lewisham ad affacciarsi sul Tamigi.
Il Ravensbourne interseca la A2 e la Docklands Light Railway (DLR) all'incirca nello stesso punto. Il punto in cui diventa marea, subito dopo il Lewisham College, è noto come Deptford Creek. Sfocia nel Tamigi a Greenwich Reach.

## Storia
Deptford prende nome da un guado sul Ravensbourne (vicino a quella che oggi è la stazione DLR di Deptford Bridge) posto lungo il percorso della pista celtica che fu successivamente pavimentata dai romani e divenuta nel medioevo la Watling Street. Il nome moderno è una corruzione di deep ford (guado profondo).
Deptford era posta lungo il percorso di pellegrinaggio da Londra a Canterbury usato dai pellegrini nei Canterbury Tales di Chaucer, ed è menzionato nel prologo de Il racconto del fattore. Sul guado fu costruito dapprima un ponte di legno poi un secondo in pietra, dove nel 1497 si svolse la battaglia di Deptford Bridge, in cui i ribelli della Cornovaglia, guidati da Michael An Gof, che marciavano su Londra per protestare contro le tasse punitive, ma furono sonoramente sconfitti dalle forze del re.
Un secondo insediamento, Deptford Strand, si sviluppò come un modesto villaggio di pescatori sul Tamigi fino a quando Enrico VIII non utilizzò quel sito per costruirvi un grande cantiere navale. Grazie allo sviluppo dell'attività cantieristica l'insediamento crebbe in dimensioni e importanza. Il cantiere rimase in funzione fino al marzo 1869.
Trinity House, l'organizzazione che si occupava della sicurezza della navigazione intorno alle isole britanniche, fu costituita a Deptford nel 1514. Suo primo Maestro fu Thomas Spert, capitano della Mary Rose. Il nome "Trinity House" deriva dalla chiesa della Santissima Trinità e San Clemente, che era adiacente all'arsenale.
Originariamente separati da orti e campi, i due insediamenti si sono fusi nel corso degli anni, con i docks che sono diventati una componente fondamentale per le esplorazioni elisabettiane. La regina Elisabetta I visitò il cantiere navale reale il 4 aprile 1581 per nominare cavaliere l'avventuriero Francis Drake. Oltre che per l'esplorazione, Deptford era importante per il commercio: la Compagnia delle Indie Orientali ebbe un cantiere a Deptford dal 1607 fino alla fine del XVII secolo, quando fu rilevato dalla General Steam Navigation Company. Deptford era anche un importante approdo per la tratta degli schiavi, John Hawkins lo usava come base per le sue operazioni.
I cantieri entrarono in una fase di declino a partire dal XVIII secolo, quando per le navi di più grandi era diventato difficoltoso navigare lungo il Tamigi e quando la concorrenza dei nuovi scali portuali di Plymouth, Portsmouth e Chatham iniziò ad aumentare. Quando le guerre napoleoniche terminarono nel 1815, la necessità di un cantiere che costruisse e riparasse navi da guerra diminuì. I docks furono riconvertiti dall'attività cantieristica all'approvvigionamento con la costruzione del Royal Victoria Victualling Yard. Il Royal Dock chiuse definitivamente nel 1869. Dal 1871 al 1913 sul sito del cantiere navale fu attivo il Foreign Cattle Market della Corporazione della Città di Londra, presso il quale venivano portati animali vivi su barche per bestiame da quattro continenti e da dove proveniva circa la metà della fornitura di carne di Londra.
Il cantiere fu rilevato dal War Office nel 1914, e fu riconvertito un deposito di riserve di rifornimenti dell'esercito durante la prima e la seconda guerra mondiale. Il sito rimase inutilizzato fino a quando non fu acquistato da Convoys (importatori di carta da giornale) nel 1984, e alla fine divenne proprietà di News International. A metà degli anni '90, sebbene siano stati effettuati investimenti significativi sul sito, è diventato antieconomico continuare a utilizzarlo come molo merci. Nel 2008 Hutchison Whampoa ha acquistato il sito di 16 ettari da News International con piani per uno schema di sviluppo di 3.500 case da 700 milioni di sterline. L'Olympia Warehouse, classificato di Grado II, sarà ristrutturato come parte della riqualificazione del sito.
Deptford ha vissuto un declino economico nel XX secolo con la chiusura dei docks e i danni causati dai bombardamenti durante il Blitz nella seconda guerra mondiale: un razzo V2 ha distrutto un negozio Woolworths a New Cross Gate, uccidendo 160 persone. L'elevata disoccupazione ha causato l'allontanamento di parte della popolazione quando le industrie lungo il fiume hanno chiuso alla fine degli anni '60 e all'inizio degli anni '70. Il consiglio locale ha sviluppato piani con società private per rigenerare l'area lungo il fiume e il centro.

## Monumenti e luoghi d'interesse
- Chiesa di San Paolo, costruita in stile barocco nella prima metà del XVIII secolo su progetto dell'architetto Thomas Archer, allievo di Christopher Wren.
- Chiesa di San Nicola, costruita nel XIV secolo e rifatta nelle forme attuali nel XVII secolo. Una targa sul suo muro ricorda l'omicidio del drammaturgo Christopher Marlowe, avvenuto in una casa nelle vicinanze.

## Amministrazione

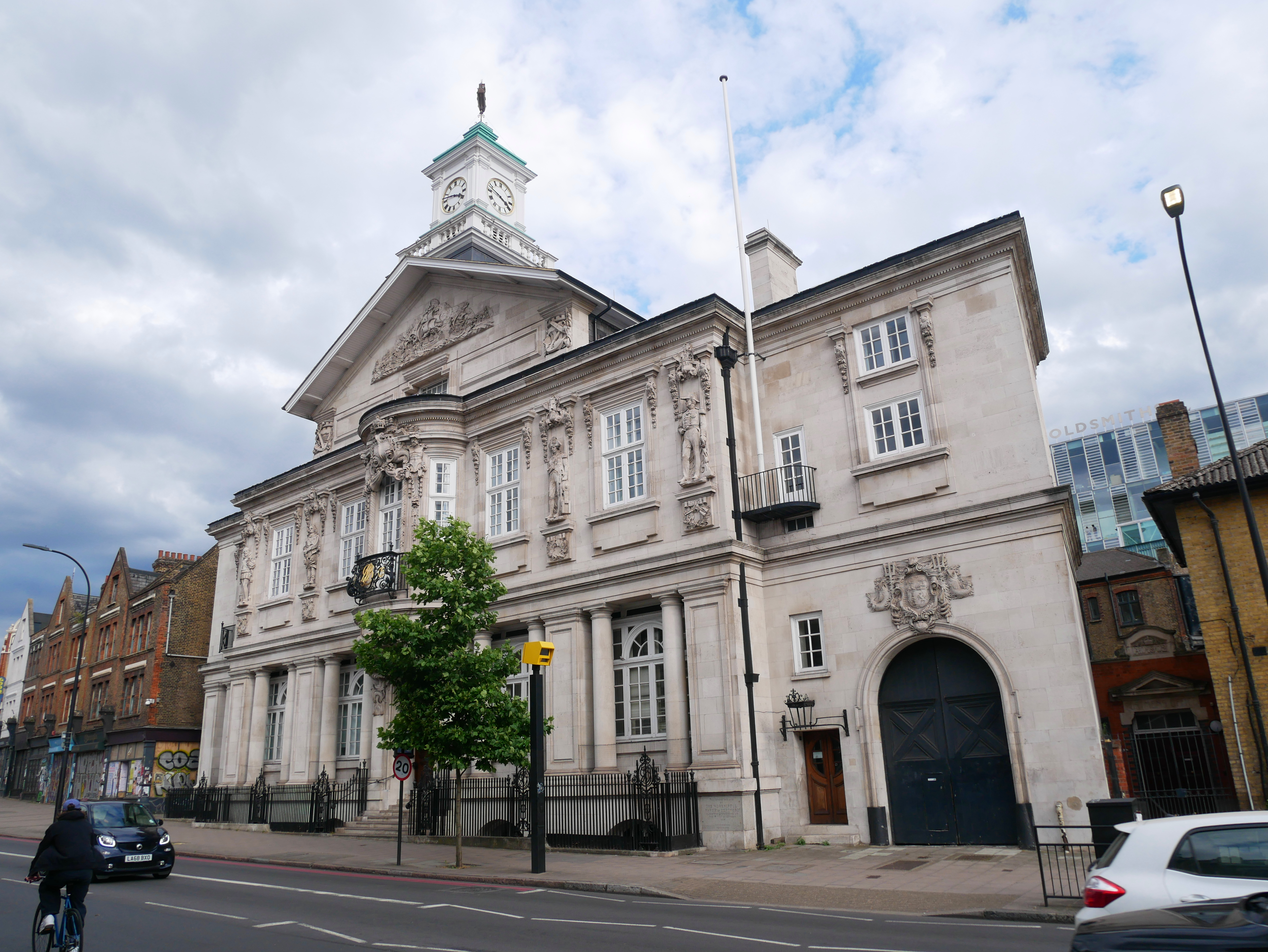
Il vecchio municipio di Deptford.

Il maniero di Deptford o West Greenwich fu concesso da Guglielmo il Conquistatore a Gilbert de Magminot o Maminot, vescovo di Lisieux, uno degli otto baroni associati a John de Fiennes per la difesa del castello di Dover. Maminot deteneva il capo della sua baronia a Deptford e secondo John Lyon, si costruì un castello, o villa a castello a Deptford. L'ubicazione dell'edificio non è nota, ma le antiche fondamenta trovate sul ciglio di Broomfield, vicino al Mast Dock e adiacenti a Sayes Court potrebbero essere i resti dell'edificio.

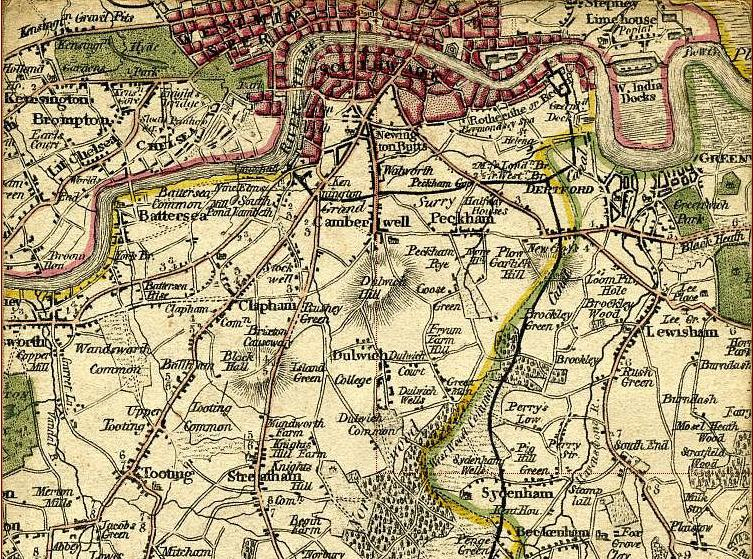
Sobborghi meridionali di Londra, 1800. Il confine tra Surrey e Kent è passa attraverso Deptford che si sviluppa in entrambe le contee.

L'insediamento di Deptford si sviluppò nel Kent e in piccola parte anche nel Surrey. La situazione si complicò quando il paese si scisse in due distinte parrocchie, quella di San Paolo più grande, occidentale e confinaria, e quella di San Nicola più piccola, orientale e compresa interamente nel Kent. Con la costituzione del Metropolitan Board of Works tutta la località fu coinvolta nelle vicende della capitale, e sottoposta al nuovo distretto di Greenwich. Con la riforma amministrativa del 1900 della Contea di Londra creata nel 1889, la metà occidentale ritrovò la sua autonomia divenendo il borgo metropolitano di Deptford, mentre San Nicola rimase con Greenwich. Nel 1965 il municipio di Deptford fu annesso al borgo di Londra di Lewisham, ma San Nicola fu ancora confermata sotto Greenwich, seppur con una modifica confinaria a fine secolo.

## Infrastrutture e trasporti

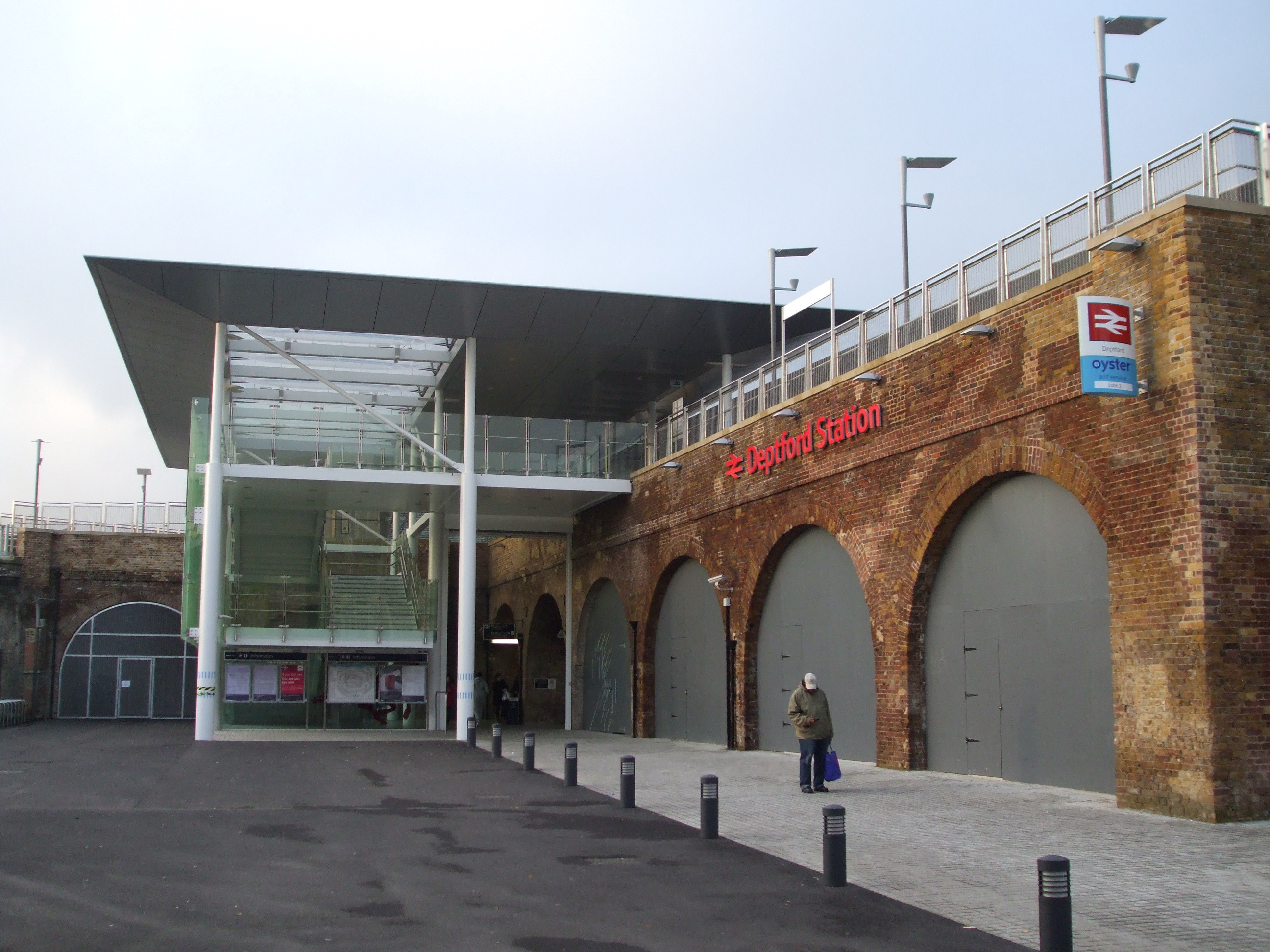
La stazione di Deptford.

### Strade
Deptford è attraversata da due strade principali: la A200 che corre lungo Evelyn Street e Creek Road, e la A2 che corre lungo New Cross Road. La A20 segna il confine meridionale dell'area, lungo Lewisham Way e Loampit Vale.

### Ferrovie
Deptford è servita da un propria stazione ferroviaria (la più antica stazione passeggeri di tutta Londra) posta lungo la National Rail. Il servizio della National Rail è gestito da Southeastern e Thameslink sulla Greenwich Line. La località è servita anche da una seconda stazione posta Docklands Light Railway (DLR) sul ramo Lewisham della DLR.